# Casa de Pappenheim
La Casa de Pappenheim es el nombre de la dinastía que reinó sobre el condado de Pappenheim en la actual Baviera, Alemania, un estado soberano dentro del Sacro Imperio Romano Germánico del que también tuvieron el cargo de mariscales imperiales hasta la mediatización del condado en 1806.

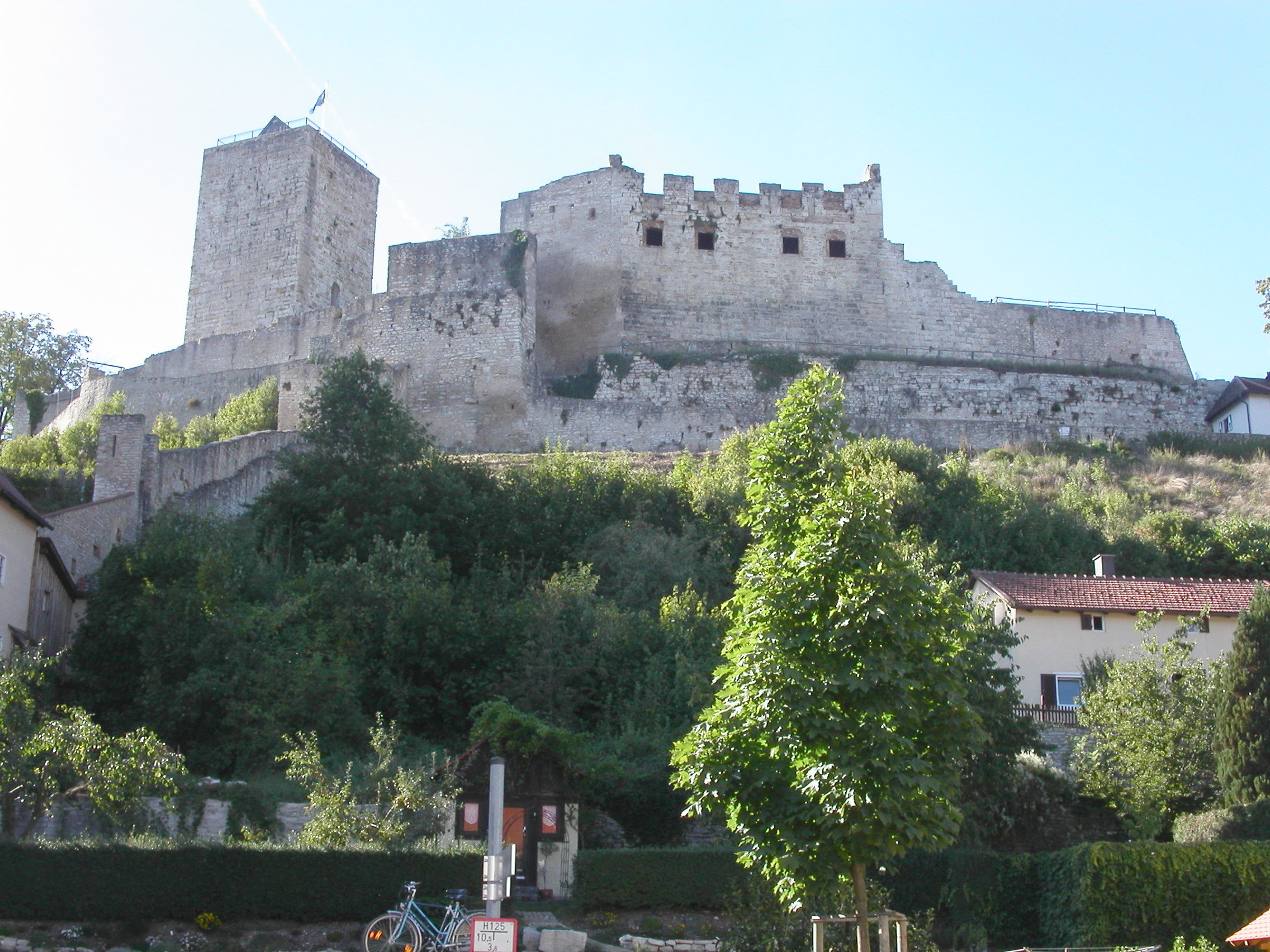
Ruinas del castillo de Pappenheim, sede ancestral de la dinastía

## Fin de la soberanía
El emperador Francisco II disolvió el Sacro Imperio Romano Germánico el 6 de agosto de 1806 en el marco de las Guerras napoleónicas, con ello perdieron su rango de mariscales imperiales, en septiembre de ese mismo año el condado fue invadido y posteriormente mediatizado en la Confederación del Rin y fue anexado al Reino de Baviera, aliado de la Francia de Napoleón Bonaparte. Después que Baviera tomó posesión del territorio se discutió si los condes de Pappenheim podían considerarse "terratenientes" con un asiento en la cámara alta del recién formado parlamento bávaro, finalmente el 22 de marzo de 1807 se resolvió a su favor aunque sin efecto por los cambios políticos posteriores.
El Congreso de Viena de 1815 disolvió la Confederación del Rin y reconoció que los Pappenheim debían recibir una compensación por la pérdida del cargo hereditario de mariscal imperial y la soberanía de sus territorios, en ese momento anexados a Baviera, el antiguo departamento de Sarre del Primer imperio francés fue dividido en cinco partes, y una de las partes, Saardepartement, se concedió a los Pappenheim como territorio soberano pero al poco tiempo cayó en poder del Reino de Prusia que llegó a un acuerdo económico por el territorio. 
El rey Maximiliano I de Baviera nombró al jefe de la Casa de Pappenheim como parte del consejo real por decreto del 15 de diciembre de 1818; en 1825 el conde Carlos Teodoro (1771-1853), último conde soberano de Pappenheim, recibió un rescripto donde se reconoció que su familia pertenecían a la alta nobleza de Baviera con el privilegio de considerarse iguales a la familia del rey. Finalmente, después que se resolvieron todas las reclamaciones en 1831, Carlos Teodoro, teniente y ayudante general del rey, recibió formalmente del Reino de Baviera el reconocimiento de su familia como una casa mediatizada, con esto se les reconoció el tratamiento de "Alteza Ilustrísima" que habían mantenido hasta 1806 y fueron considerados en igualdad de nacimiento a las casas reales reinantes de Europa, en 1834 aparecieron sus armas en el Libro de armas de la monarquía austríaca y el reconocimiento formal por parte de Austria tuvo lugar el 22 de febrero de 1847 en Viena.

## Mariscales imperiales
El título de mariscal  imperial era uno de los cargos más importantes del Reichstag del Sacro Imperio Romano Germánico para representar a los príncipes electores. Los señores, y más tarde los condes Imperiales de Pappenheim, tuvieron una función especial como mariscales imperiales en la ceremonia de coronación del emperador del Sacro Imperio Romano Germánico, al igual que los otros representantes de los príncipes electores, debían llevar una de las insignias imperiales, como la Corona imperial o la Lanza Sagrada, el mariscal imperial era el encargado de llevar la Espada Imperial en la ceremonia de coronación.

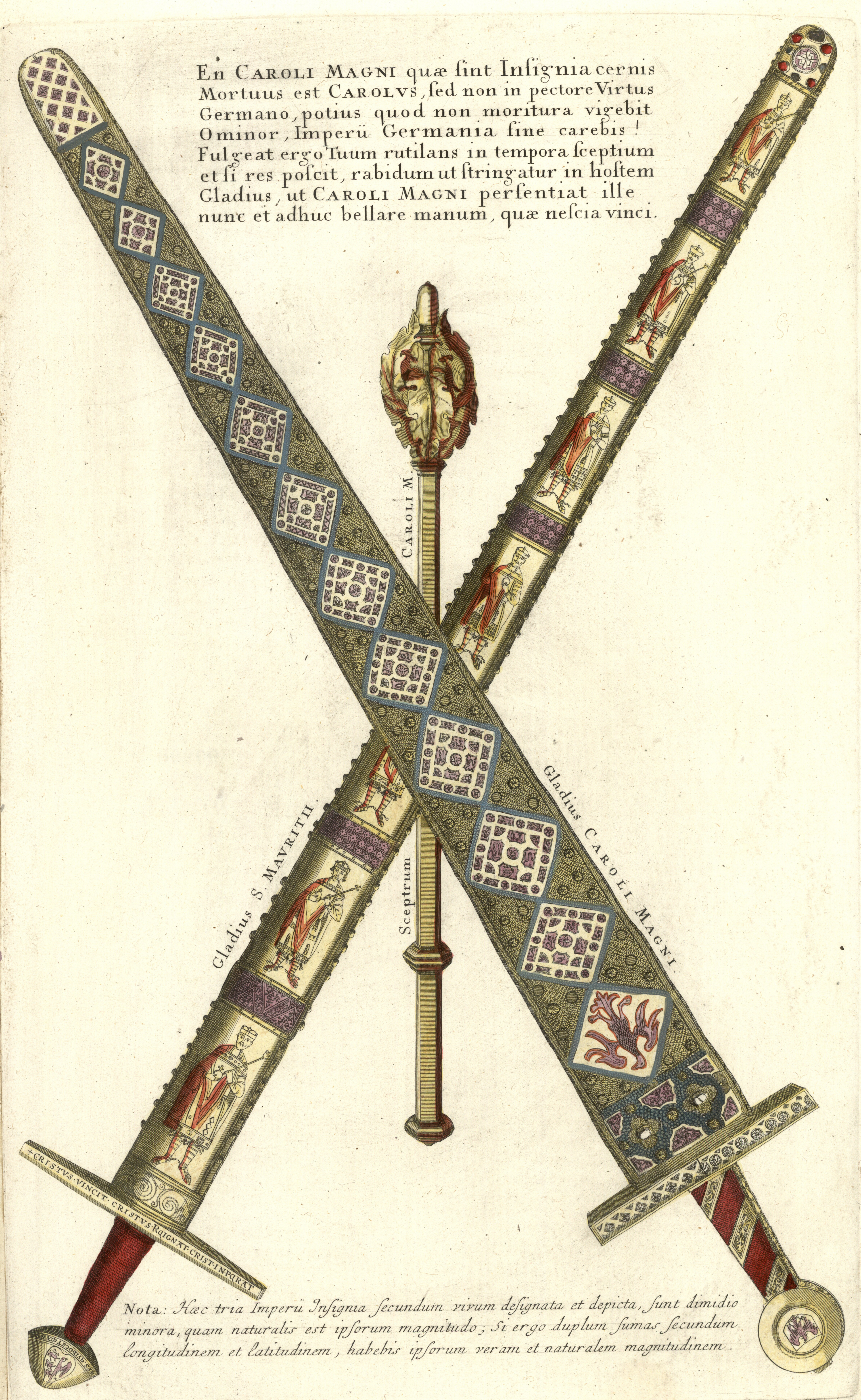
La Espada imperial junto con su vaina

La familia presumiblemente tenía el título del mariscal imperial desde 1100. Henricus de Pappenheim, que se menciona en los documentos de 1138 a 1147, fue nombrado por primera vez mariscal imperial en un documento de 1141. El último mariscal imperial de la familia Pappenheim fue Carlos (1771) último conde soberano de Pappenheim, , quien ocupó el cargo en 1792 en la coronación de Francisco II, último emperador del Sacro Imperio.
En 1806 Francisco II disolvió el Sacro Imperio ante el avance de Napoleón Bonaparte para evitar que este se apropiada del título imperial; con esta decisión el cargo de mariscal imperial del Sacro Imperio llegó a su fin.

## Escudo

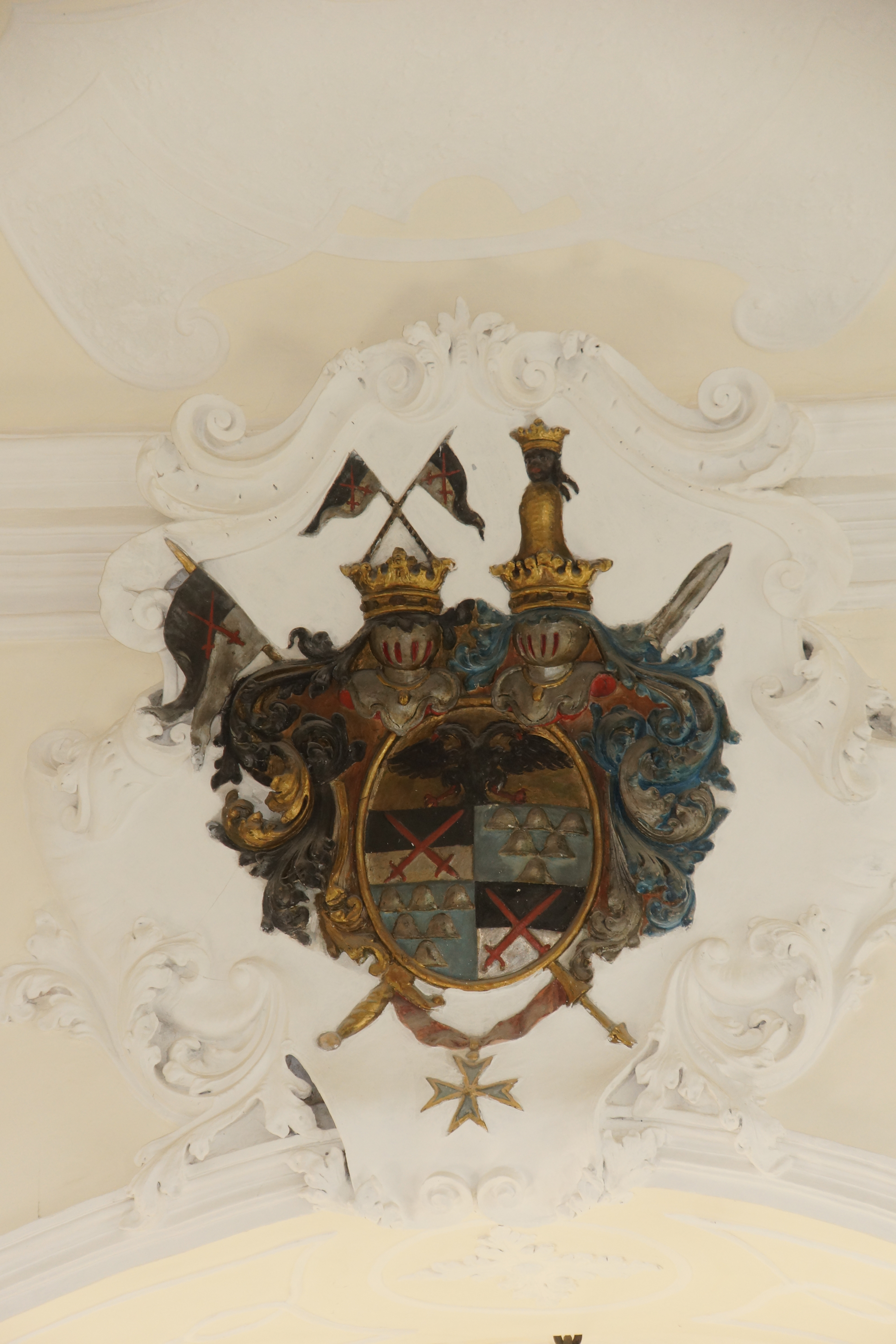
Escudo de los condes de Pappenheim en la Martinskirche, Bieswang, Pappenheim, sobre la nave y altar principal

El escudo de armas de la familia originalmente se muestra como un campo forrado de veros o contraveros de azur y plata (o seis campanas de azur sobre plata o viceversa). Con el paso del tiempo la familia realizó cambios su escudo, en el Siebmachers Wappenbuch el escudo se presenta cuartelado: uno y cuatro: dos espadas de gules dispuestas en aspa sobre campo cortado de sable y plata, esto en referencia de su cargo como mariscales imperiales; dos y tres: forrado en veros o contraveros de azur y plata (o seis campanas de azur sobre plata o viceversa); En los timbres sobre el casco derecho hay dos banderas cruzadas como se describe en los campos 1 y 4; sobre el casco izquierdo se representa el torso de un moro con vestido, corona y dos trenzas de oro, las fundas del casco son de color azul y plata.
En algunas representaciones también se muestra con una faja de oro con el águila bicélafa del Sacro Imperio (en sable) como se plasmó en el Libro de armas de la monarquía austríaca en su edición del sexto volumen en 1834, o en el escudo que se encuentra en la nave principal sobre el altar de la Martinskirche, en Bieswang.

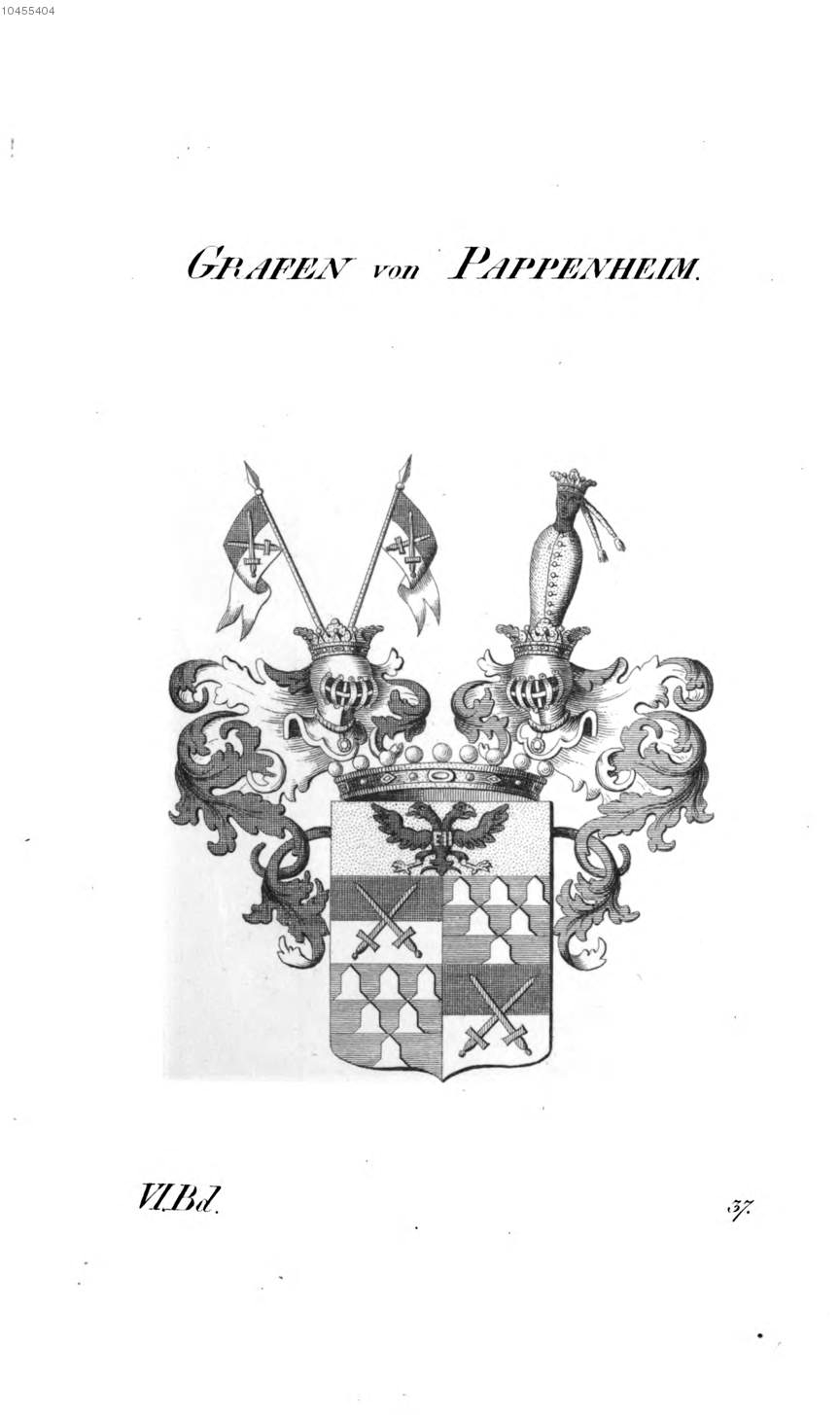
Armas de la casa de Pappenheim en el Libro de armas de la monarquía austríaca

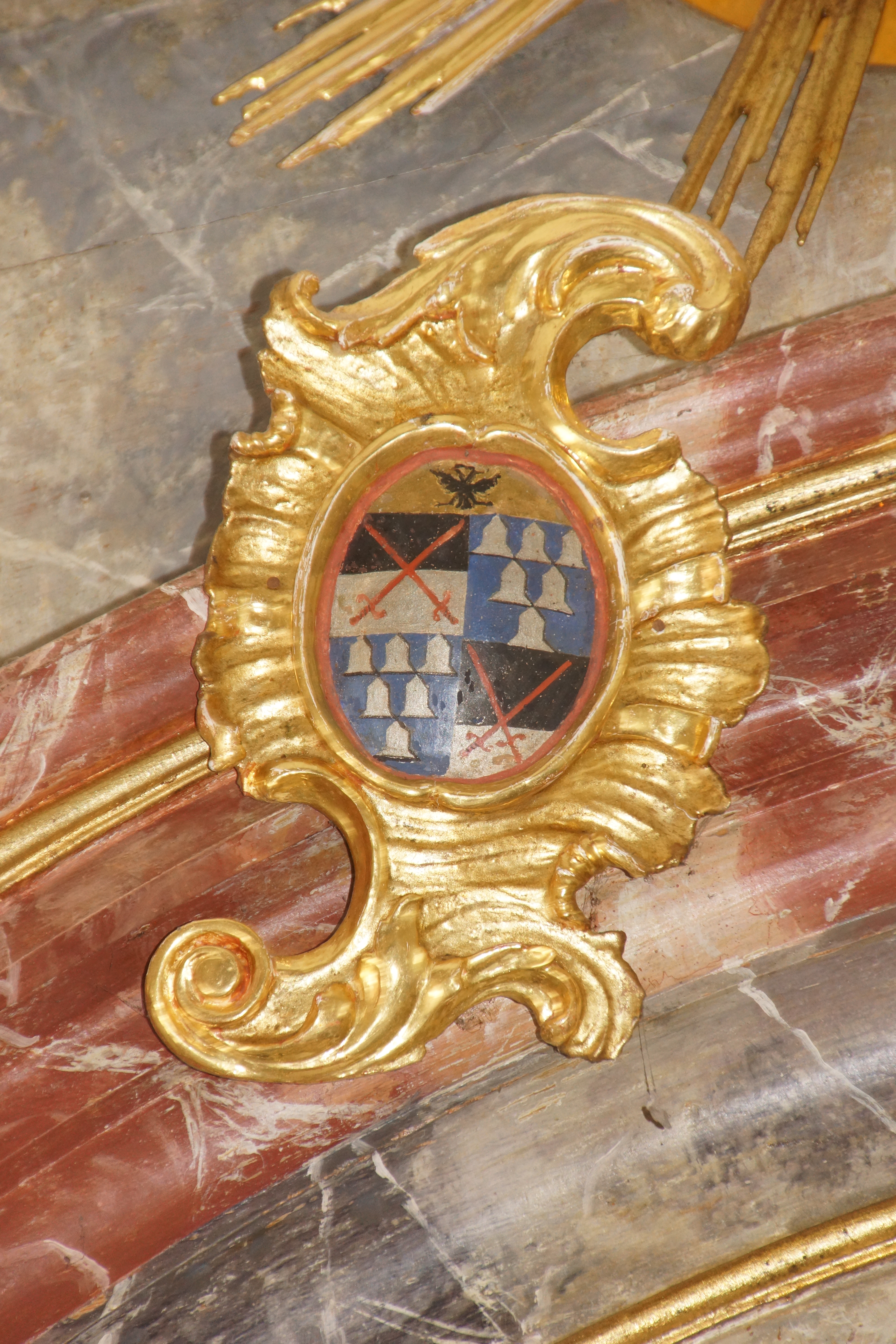
Escudo de los condes de Pappenheim en el retablo de la Laurentiuskirche en Rehlingen

## Condes mediatizados
Una vez reconocido su rango en 1831 la familia gozó de los privilegios de las casas soberanas mediatizadas hasta 1918, con la abolición de la monarquía en Alemania después de la Primera Guerra Mundial su título pasó a ser parte de su apellido y siguieron siendo considerandos en igualdad de nacimiento con otras casas reales reinantes, los condes mediatizados desde 1806 al día de hoy son:
- Federico Guillermo (1737-1822), conde soberano: 1792-1897, abdicó en favor de su hijo:
  - I. Carlos Teodoro (1771-1853), último conde soberano: 1792-1806, primer conde mediatizado: 1806-1853, sin descendencia masculina le sucedió su hermano:
  - II. Alberto (1777-1860), 1853-1860, le sucedió su hijo:
    - III. Luis (1815-1883) 1860-1883, le sucedió su hijo:
      - IV. Maximiliano (1860-1920), 1883-1890, renunció a sus derechos dinásticos por contraer matrimonio morganático, le sucedió su hermano:
      - V. Luis (1862-1905), 1890-1905, le sucedió su hijo:
        - VI. Luis (1898-1960), 1905-1960, con la disolución del imperio alemán su título pasó a formar parte de su apellido. Sin descendencia masculina sobreviviente le sucedió su primo segundo, fue padre de:
          - Joaquín Luis, conde heredero de Pappenheim (1923-1944), murió soltero y sin descendencia antes que su padre.

    - Conde Alejandro (1819-1890), fundador de la rama húngara y católica, hermano del tercer conde mediatizado, padre de:
      - Conde Sigfrido (1868-1936), padre de:
        - VII. Alejandro (1905-1995), 1960-1995, le sucedió su hijo:
          - VIII. Alberto (1943) 1995-presente, sin descendencia su heredero es su primo hermano:

        - Conde Jorge (1909-1986), padre de:
          - Conde Alejandro (1948), heredero presunto, padre de:
            - Conde Jorge (1981).

### Títulos y tratamientos
En 1792 los Pappenheim ejercieron por última vez el cargo de mariscales imperiales hereditarios del Sacro Imperio Romano Germánico en la coronación de Francisco II, con la disolución del Imperio en agosto de 1806 el título de Mariscal imperial desapareció, el último miembro de la familia en usarlo fue el último conde soberano y a la vez primer conde mediatizado, Carlos Teodoro, los condes posteriores no usaron más ese título. En 1831 sus títulos y tratamientos fueron reconocidos como miembros de una dinastía mediatizada, por lo tanto todos los miembros de la familia tenían el tratamiento de "Alteza Ilustrísima", la mayoría de los miembros masculinos de la familia recuperaron el apellido original (Haupt) y lo añadieron como uno de sus nombres. Hasta 1918 se titularon de la siguiente forma:
El jefe de la familia:
Su Alteza Ilustrísima "Nombre", conde y señor de Pappenheim.
El heredero siempre y cuando sea el hijo del jefe de la familia:
Su Alteza Ilustrísima "nombre", conde heredero de Pappenheim 
Todos los demás miembros de la familia
Su Alteza Ilustrísima el conde/la condesa "nombre" de Pappenheim
Desde 1918 en Alemania los tratamientos honoríficos quedaron abolidos y los títulos nobiliarios pasaron a formar parte del nombre legal junto al apellido, al día de hoy siguen llevando sus títulos de la siguiente forma:
El jefe de la familia:
"Nombre" conde y señor de Pappenheim
El heredero siempre y cuando sea el hijo del jefe de la familia:
"Nombre" conde heredero de Pappenheim
Todos los demás miembros de la familia:
"Nombre" conde/condesa de Pappenheim

## Otros miembros conocidos
- Haupt II de Pappenheim (1380-1438): primer vicemariscal luego reichsmarschall y diplomático.

- Conde Gottfried de Pappenheim: Maestre de Campo del Sacro Imperio Romano Germánico en la guerra de los Treinta Años.

- Condesa Adelaida de Pappenheim (3 de marzo de 1797-29 de abril de 1849), princesa de Carolath-Beuthen por matrimonio, escritora y paisajista.

- Emma Niendorf (pseudónimo de Emma von Suckow, de soltera Emma von Calatin, 12 de julio de 1807-7 de abril de 1876, escritora alemana hija ilegítima de Carlos Teodoro, último conde soberano de Pappenheim, se le otorgó el apellido histórico de la familia, Calatin, tras su ennoblecimiento.